# Аминов, Олег Алексеевич
Олег Алексеевич Аминов (род. 14 августа 1965, Летичев, Хмельницкая область, УССР) — российский региональный депутат, Глава городского округа «Город Калининград» с 2023 года.

## Биография
О. А. Аминов родился 14 августа 1965 года в посёлке Летичев Хмельницкой области.
Окончил Ленинградское высшее общевойсковое командное дважды Краснознамённое училище имени С. М. Кирова с гражданской специальностью «Инженер по эксплуатации автомобильной техники». Позднее прошёл дополнительную подготовку по специализации «Обращение с отходами».
После окончания военного училища служил в Вооруженных Силах, уволился в запас в звании капитана.
С 1994 по 2003 год проходил службу в федеральных органах налоговой полиции в Калининграде.
С 2005 по 2009 год был директором ООО «Эко Шина».
С 2007 по 2010 год являлся директором «Единой системы обращения с отходами» Калининградской области.
В 2010 году назначен главой администрации Московского района города Калининграда, проработал в должности до 2012 года.
С 2012 года также является директором по строительству холдинга «Модуль Стройград».
18 сентября 2016 года избран депутатом городского Совета Калининграда.
19 сентября 2021 года вновь избран депутатом городского Совета депутатов Калининграда по избирательному округу № 1.
Входит в состав депутатских комиссий по бюджету и муниципальной собственности, градорегулированию и земельным ресурсам, городскому хозяйству и местному самоуправлению и социальной политике.
10 мая 2023 года депутатами избран главой городского округа «Город Калининград».

## Семья и личная жизнь
Женат, воспитывает двоих сыновей.